# Nona generazione delle console
La nona generazione delle console per videogiochi è iniziata nel 2020 con l'uscita di Xbox Series X, Xbox Series S e PlayStation 5.
Il 5 giugno 2025 è uscita Nintendo Switch 2, aggiungendosi alla nona generazione a distanza di cinque anni dalle prime console. Dopo il successo della prima Nintendo Switch, questa nuova versione rappresenta l'ingresso ufficiale di Nintendo nella nona generazione di console per videogiochi.
Questa generazione è caratterizzata principalmente dalla diffusione di console con architetture simili a quelle usate dai PC, che dovrebbero facilitare le operazioni di porting dei vari giochi da una piattaforma all'altra, dall'introduzione delle SSD e dall'implementazione del ray tracing, una tecnica di calcolo della luce mediante l'uso di core specializzati.

## Console casalinghe
| Nome                       | Nome                       | PlayStation 5 | PlayStation 5 | PlayStation 5                                            | Xbox Series X/S | Xbox Series X/S |
| Nome                       | Nome                       | PS5 | PS5 Digital Edition | PS5 Pro                                                  | Xbox Series X | Xbox Series S |
| -------------------------- | -------------------------- | --- | --- | -------------------------------------------------------- | --- | --- |
| Loghi                      | Loghi                      | Logo PlayStation 5 | Logo PlayStation 5 | Logo PlayStation 5                                       | Logo XBOX Series X e S | Logo XBOX Series X e S |
| Console                    | Console                    | PlayStation 5 | PlayStation 5 Digital Edition |                                                          | Xbox Series X | Xbox Series S |
| Produttore                 | Produttore                 | Sony | Sony | Sony                                                     | Microsoft | Microsoft |
| Data uscita                | Data uscita                | 12 novembre 2020 19 novembre 2020 12 novembre 2020 11 dicembre 2020 22 gennaio 2021 2 febbraio 2021 15 maggio 2021                                           | 12 novembre 2020 19 novembre 2020 12 novembre 2020 11 dicembre 2020 22 gennaio 2021 2 febbraio 2021 15 maggio 2021                                           | 7 novembre 2024                                          | 10 novembre 2020 | 10 novembre 2020 |
| Prezzo (Europa)            | Prezzo (Europa)            | 499,99 € (2020-2022) 549,99 € (dal 2022) | 399,99 € (2020-2022) 449,99 € (dal 2022) | 799.99 €                                                 | 499,99 € (2020-2023) 549,99 € (dal 2023) | 299,99 € |
| Unità vendute              | Unità vendute              | 80,3 milioni (agosto 2025) | 80,3 milioni (agosto 2025) | 80,3 milioni (agosto 2025)                               | 30,47 milioni (novembre 2024) | 30,47 milioni (novembre 2024) |
| Supporto di memorizzazione | Supporto di memorizzazione | Ultra HD Blu-ray Blu-ray Disc DVD-ROM | Digitale | Digitale Opzionali:Ultra HD Blu-ray Blu-ray Disc DVD-ROM | Ultra HD Blu-ray Blu-ray Disc DVD-ROM CD-ROM | Non presente |
| Processore CPU             | Architettura e ISA         | x86-64-AMD Ryzen “Zen 2” octa-core a 3,5 GHz | x86-64-AMD Ryzen “Zen 2” octa-core a 3,5 GHz | x86-64-AMD Ryzen “Zen 2” octa-core a 3,5 GHz             | Custom Ryzen Zen 2 octa-core @ 3,8 GHz (3,66 GHz con SMT) | 8x Core AMD Zen 2 @ 3,6 GHz (3,4 GHz con SMT)                                                                                     |
| Processore CPU             | Processo                   | 7 nm o 6 nm | 7 nm o 6 nm | 4 nm                                                     | | |
| Processore GPU             | Tipo                       | AMD Radeon RDNA -based graphics engine Accelerazione ray tracing                                                                                             | AMD Radeon RDNA -based graphics engine Accelerazione ray tracing                                                                                             | Hybrid AMD RDNA 2 con feature RDNA 3. Raytracing RDNA 4. | AMD Radeon RDNA 2-based custom graphics engine, 52 CU Bus a 320 bit Accelerazione ray tracing (hardware-based) | AMD Radeon RDNA 2, 20 CU attive                                                                                                   |
| Processore GPU             | Frequenza                  | Variabile fino a 2,23 GHz | Variabile fino a 2,23 GHz | Variabile fino a 2,35 GHz                                | Fissa a 1,825 GHz | Fissa a 1,565 GHz |
| Processore GPU             | FLOPS                      | Fino a 10,28 TFLOPS | Fino a 10,28 TFLOPS | Fino a 18,048 TFLOPS                                     | 12,155 TFLOPS | 4.006 TFLOPS |
| Processore GPU             | GPGPU                      | 36-40 CU (2304-2560 SMs) | 36-40 CU (2304-2560 SMs) | 60 CU                                                    | 52-56 CU (3328-3584 SMs) | 20-24 CU (1280-1536 SMs) |
| RAM                        | Principale                 | 16 GB GDDR6 512 MB DDR4 SDRAM (per task di background) | 16 GB GDDR6 512 MB DDR4 SDRAM (per task di background) | 16 GB GDDR6 SDRAM 2 GB DDR5 SDRAM                        | 16 GB GDDR6 | 10 GB GDDR6 |
| RAM                        | Larghezza di banda         | 448 GB/s | 448 GB/s | 576 GB/s                                                 | 10 GB a 560 GB/s e 6 GB a 336 GB/s | 8 GB a 224 GB/s e 2 GB a 56 GB/s                                                                                                  |
| RAM                        | Frequenza                  | 1.75 GHz (14 GHz effettivi) | 1.75 GHz (14 GHz effettivi) | 2.25 GHz (18 GHz effettivi)                              | 1.75 GHz (14 GHz effettivi) | 1.75 GHz (14 GHz effettivi) |
| Archiviazione interna      | Archiviazione interna      | SSD da 825 GB (fino al 2023) SSD da 1 TB (dal 2023) Velocità in lettura: 5,5 GB/s (RAW) Supporto a HDD esterno USB 3.2 (solo per i giochi PS4)               | SSD da 825 GB (fino al 2023) SSD da 1 TB (dal 2023) Velocità in lettura: 5,5 GB/s (RAW) Supporto a HDD esterno USB 3.2 (solo per i giochi PS4)               | SSD da 2 TB                                              | SSD NVMe da 1 TB | SSD NVMe da 512 GB (fino al 2023) SSD NVMe da 1 TB (dal 2023)                                                                     |
| Archiviazione interna      | Archiviazione interna      | SSD da 825 GB (fino al 2023) SSD da 1 TB (dal 2023) Velocità in lettura: 5,5 GB/s (RAW) Supporto a HDD esterno USB 3.2 (solo per i giochi PS4)               | SSD da 825 GB (fino al 2023) SSD da 1 TB (dal 2023) Velocità in lettura: 5,5 GB/s (RAW) Supporto a HDD esterno USB 3.2 (solo per i giochi PS4)               | SSD da 2 TB                                              | Velocità in lettura: 2,4 GB/s (RAW), 4,8 GB/s (compressa, con hardware decompression block custom) Slot per SSD esterno da 1 TB Supporto a HDD esterno USB 3.2 | |
| Connessione                | Connessione                | Dual-band Wi-Fi 6 @ 2.4 GHz and 5 GHz | Dual-band Wi-Fi 6 @ 2.4 GHz and 5 GHz | Tri-band Wi-Fi 7 @ 2.4 GHz, 5 GHz and 6 GHz              | Dual-band Wi-Fi 5 @ 2.4 GHz and 5 GHz | Dual-band Wi-Fi 5 @ 2.4 GHz and 5 GHz                                                                                             |
| Controller                 | Controller                 | DualSense | DualSense | DualSense                                                | Controller Xbox | Controller Xbox |
| Revisioni                  | Revisioni                  | - Slim (2023): sostituisce le precedenti versioni in vendita unendole in un nuovo case con lettore ottico smontabile. Aggiunto inoltre un nuovo SSD da 1 TB. | - Slim (2023): sostituisce le precedenti versioni in vendita unendole in un nuovo case con lettore ottico smontabile. Aggiunto inoltre un nuovo SSD da 1 TB. |                                                          | - Series X Digital Edition (2024): senza lettore ottico, con colorazione Robot White e SSD da 1 TB. - Series X Galaxy Black Special Edition (2024): con un controller wireless Xbox abbinato con un D-pad Galaxy Black e una custodia posteriore Velocity Green e un SSD da 2 TB. | - Series S (2023): con colorazione nera e nuovo SSD da 1 TB. - Series S Robot White (2024): con colorazione bianca e SSD da 1 TB. |